# Курты (Алматинская область)
Курты (каз. Күрті) — село в Илийском районе Алматинской области Казахстана. Входит в состав Куртинского сельского округа. Расположено на реке Курты примерно в 77 км к северо-западу от Алма-Аты. Код КАТО — 196845200.

## Население
В 1999 году население села составляло 244 человека (123 мужчины и 121 женщина). По данным переписи 2009 года, в селе проживало 246 человек (115 мужчин и 131 женщина).